# Leak at Will
Pour les articles homonymes, voir Leak.
Albums de Atmosphere
When Life Gives You Lemons, You Paint That Shit Gold
(2008) To All My Friends, Blood Makes the Blade Holy: The Atmosphere EP's
(2010)
Leak at Will est un EP d'Atmosphere, sorti le 4 juillet 2009.
Cet opus a été publié pour célébrer le lancement de la plateforme de téléchargement musical du magasin Fifth Element et diffusé gratuitement en version numérique. D'après Atmosphere, cet album est un remerciement pour le soutien que les fans ont apporté au groupe au fil des ans.

## Liste des titres
| No | Titre                              | Contient un (des) sample(s) de                                                                            | Durée |
| -- | ---------------------------------- | --- | ----- |
| 1. | C'mon                              | | 3:23  |
| 2. | They Always Know                   | Are You Sure du Love Unlimited Orchestra                                                                  | 1:51  |
| 3. | The Ropes                          | How Do You Say I Don't Love You Anymore de Freda Payne                                                    | 3:29  |
| 4. | White Noise                        | She Watch Channel Zero?! de Public Enemy Love's Gonna Get'cha (Material Love) des Boogie Down Productions | 3:29  |
| 5. | Feel Good Hit of the Summer Part 2 | | 2:16  |
| 6. | Mother's Day                       | Wandering Star de David Axelrod                                                                           | 2:43  |
| 7. | Millie Fell Off the Fire Escape    | I'll Stay de Funkadelic                                                                                   | 2:10  |